# Сіпотень
Сіпотень (рум. Sipoteni) — село у Калараському районі Молдови. Адміністративний центр однойменної комуни, до складу якої також входить село Подул-Лунг.

## Населення
За даними перепису населення 2004 року у селі проживали 7370 осіб.
Національний склад населення села:
| Національність       | Кількість осіб | Відсоток   |
| -------------------- | -------------- | ---------- |
| молдавани румуни     | 7102 208       | 96,4% 2,8% |
| росіяни              | 27             | 0,4%       |
| українці             | 22             | 0,3%       |
| гагаузи              | 5              | 0,1%       |
| болгари              | 2              | < 0,1%     |
| інша / без відповіді | 4              | 0,1%       |
| Всього               | 7370           | 100%       |

## Пам'ятки природи
За 1 км на південь від села знаходиться природоохоронний об'єкт «Яр «Ин-Дос» площею 2 га.

## Галерея

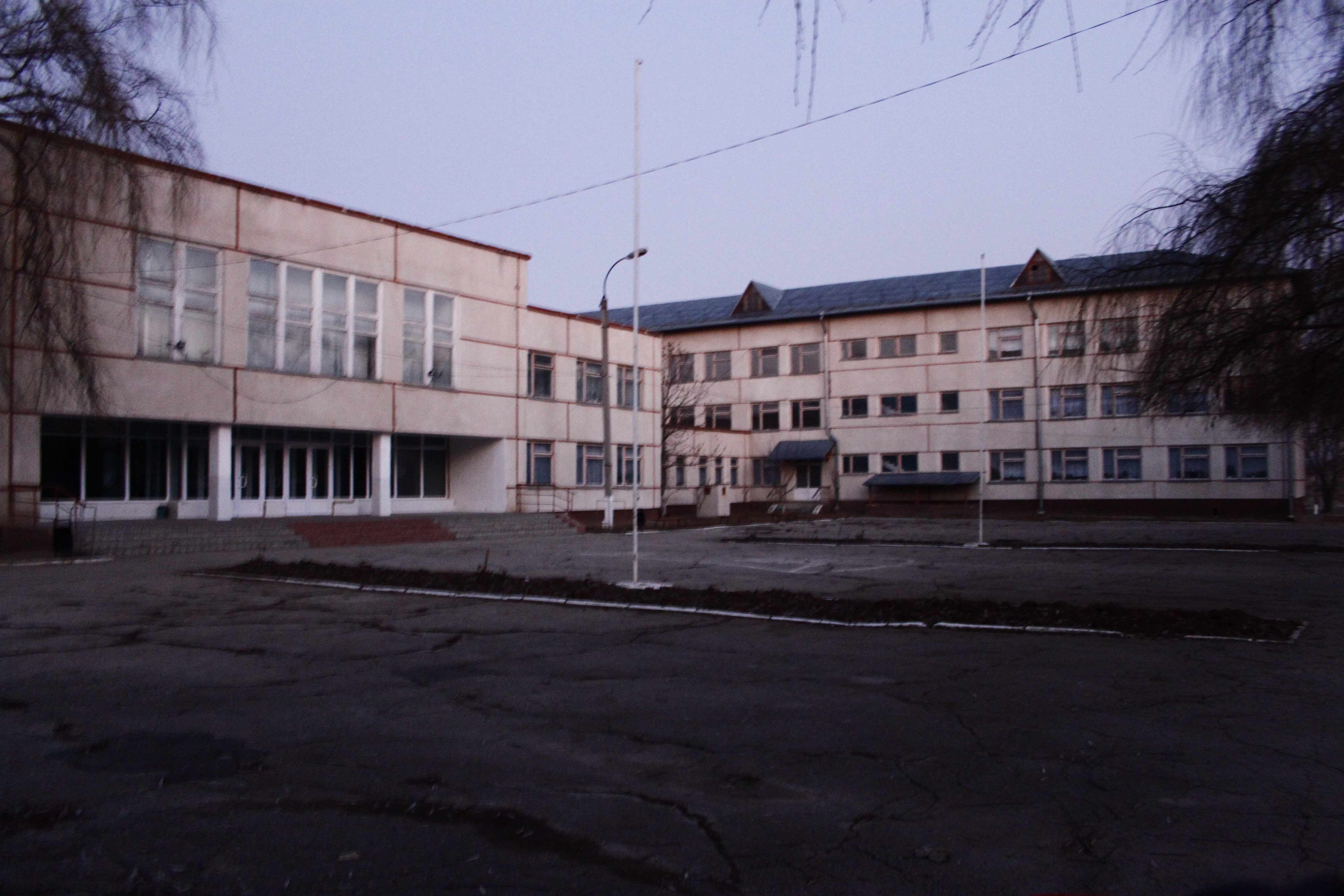
Школа
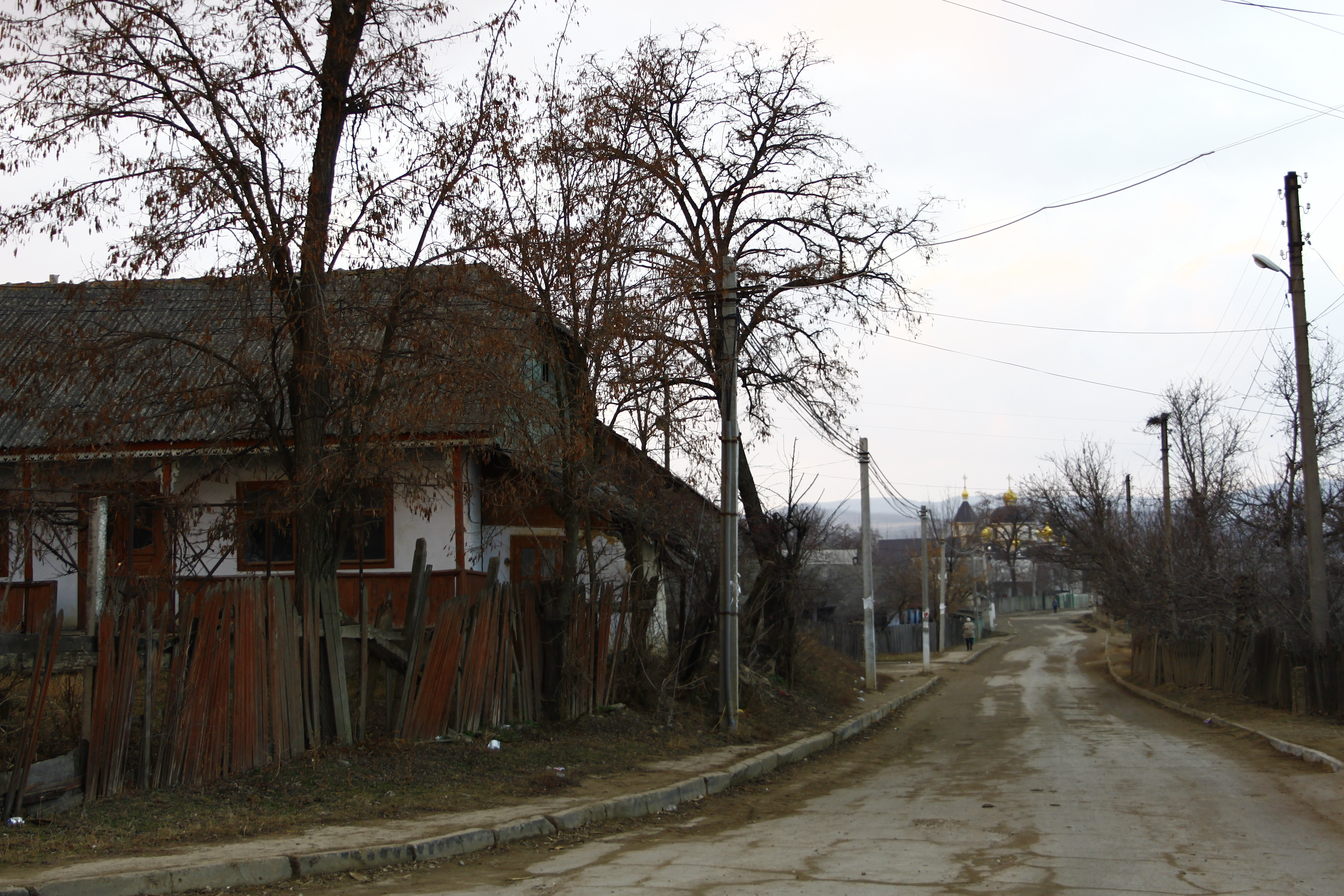
Сільська вулиця та церква
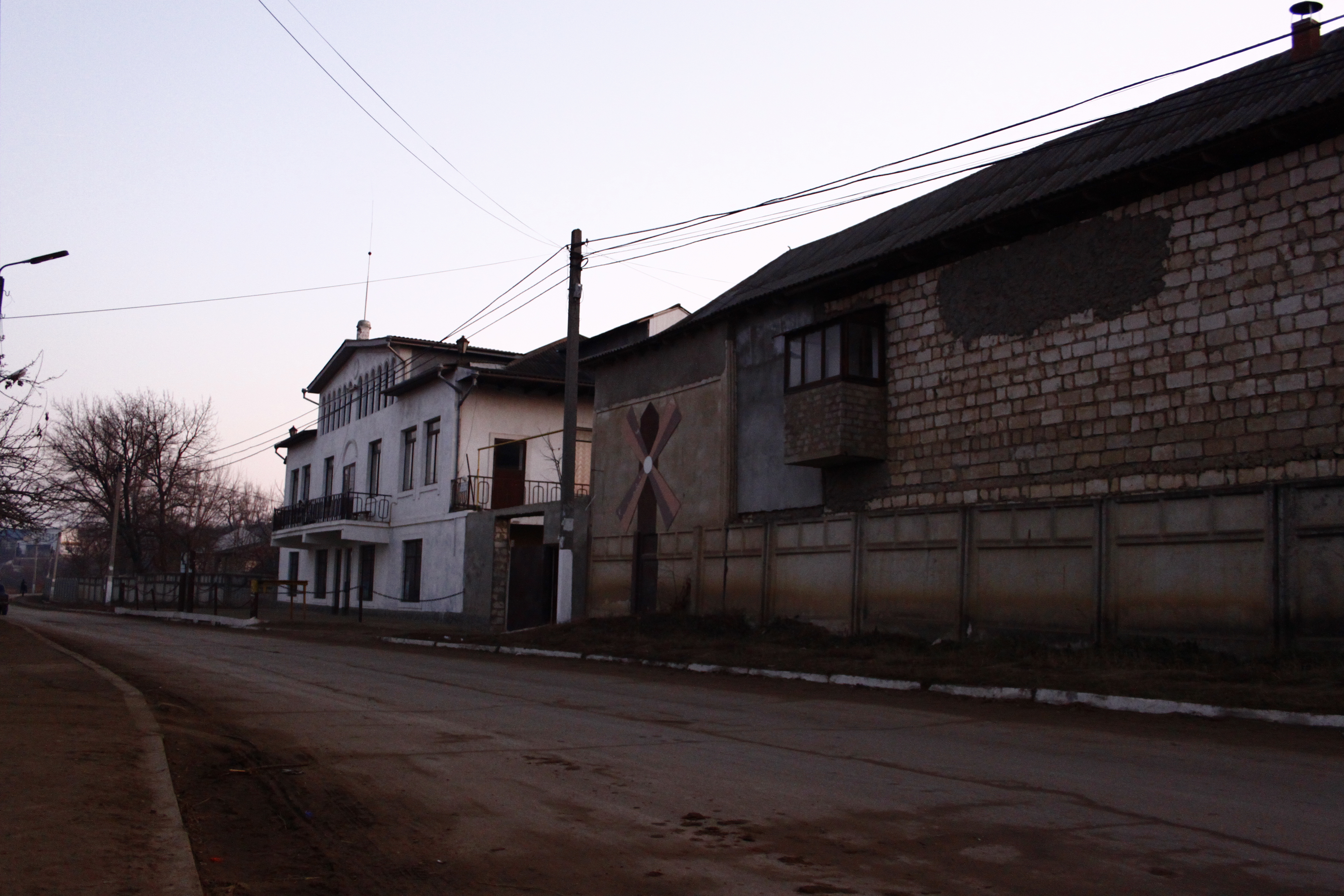
Млин
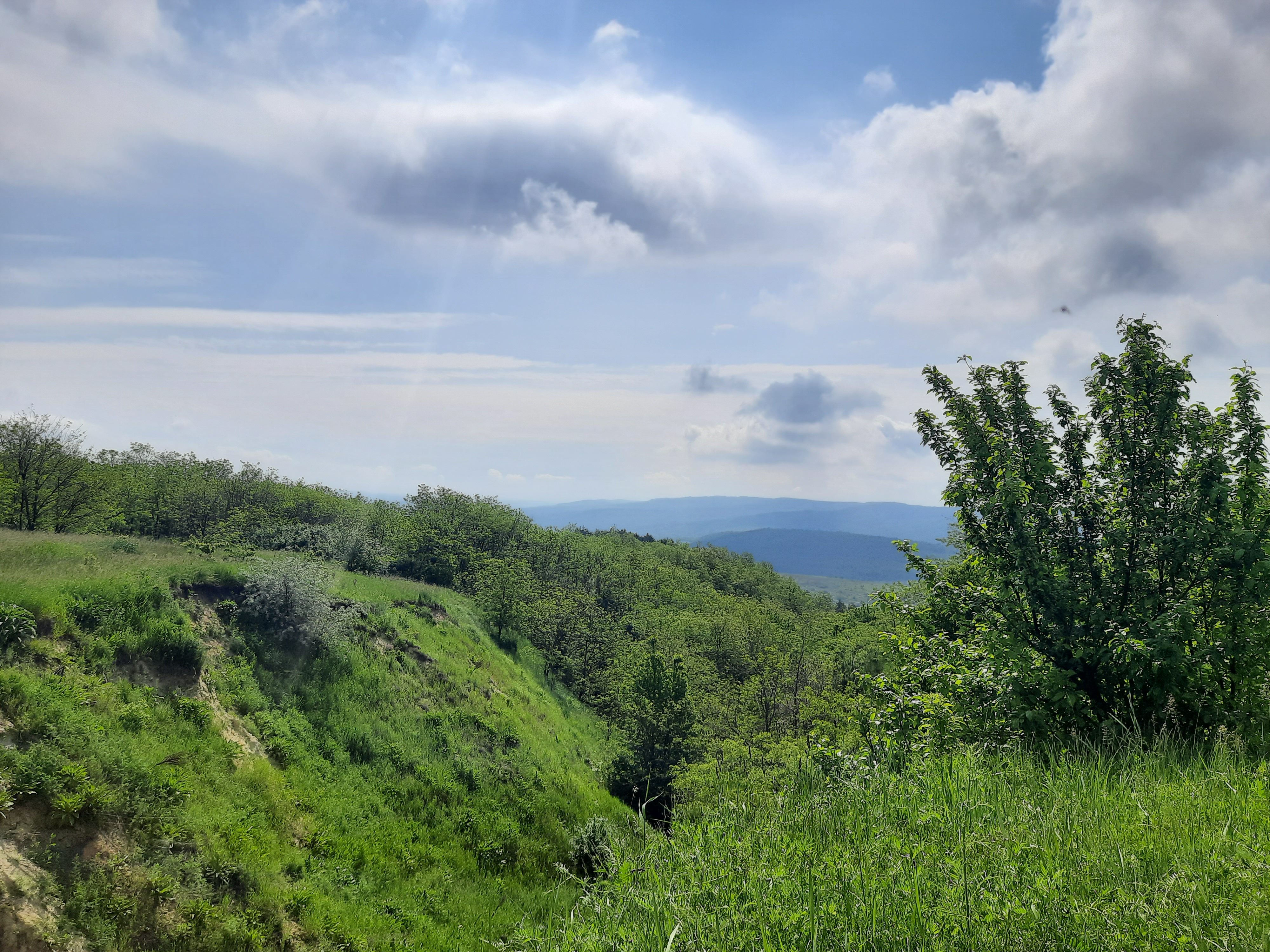
Яр «Ин-Дос»